# Jacob Thimoteus Jacobsson
Jacob Timotheus Jacobsson, född 6 maj 1840 i Sproge på Gotland, död 4 oktober 1912 i Danderyd, var en svensk köpman och predikant i metodistkyrkan. 

## Biografi
Från 1877 bodde han och hans familj i Stockholm. Han var på fritiden verksam som predikant och nykterhetstalare och han reste på föredragsturnéer även i Finland och Förenta staterna. 
Jacobsson är som psalmförfattare representerad med en psalm i bland andra, Den svenska psalmboken 1986 (nummer 20). Enligt Oscar Lövgren deltog han även vid översättningen av en utgåva Sankeys sånger 1875, tillsammans med signaturen B. S.. Ur Lövgrens karaktäristik av Jacobsson: "J. var en flitig och begåvad diktare, en av den svenska frikyrklighetens främsta psalmskalder. Hans sånger präglas formellt av stor enkelhet och ödmjuk trosvisshet. Han är inte sönderslitenhetens och de växlande känslornas diktare utan den förtröstansfulla trons, där hängivenheten åt Gud är helt självklar." 

## Psalmer
- Helige Fader, kom och var oss nära (Hemlandssånger 1891 nr 9, Metodistkyrkans psalmbok 1896 nr 16, Den svenska psalmboken 1986, nummer 20). Diktad 1889) Sången finns på Wikisource

### Redaktörskap
- Bibliotek för nykterhetsvänner : innehållande berättelser & anekdoter m. m. Stockholm: J. Th. Jacobsson. 1883-1885. Libris 1595678